# Света Петка (Горни Дъбник)
„Света Петка“ или „Света Параскева“ е православна църква в плевенското село Горни Дъбник, част от Плевенската епархия на Българската православна църква.

## История
Църквата е строена в началото на XX век. Осветена е в 1926 година. Иконостасът на храма е дело на дебърски майстори от рода Филипови.